# Igreja Nossa Senhora do Carmo (Pirenópolis)
A Igreja Nossa Senhora do Monte Carmelo, também conhecida por Igreja do Carmo, é um templo católico, um importante marco religioso, histórico e turístico construído a partir de 1750, uma das capelas urbanas da Paróquia Nossa Senhora do Rosário, na Diocese de Anápolis, e está localizada no Largo do Carmo, entre o Centro Histórico e o Bairro do Carmo, no estado de Goiás.
Foi construída no século XVIII a mando de Luciano Nunes Teixeira e seu genro o sargento-mor Antônio Rodrigues Frota, minerador português de Freguesia de São Miguel, patriarcado de Lisboa, Frota, que também foi construtor de um grande sobrado e teve seu nome eternizado no Morro do Frota, nas imediações da cidade. A igreja é dedicada a Nossa Senhora do Carmo, uma das diversas devoções da mariologia, com festa anual em 16 de julho, festa litúrgica do Carmo, e há celebração semanal de Missa as terças-feiras as 19h30min. A imagem da padroeira é proveniente de Portugal, trazida logo no início do século XVIII.
Igreja de arquitetura colonial brasileira, com duas torres sineiras laterais ao nível do telhado do corpo da nave e fachada simples, apresenta características goianas, ao empregar materiais locais como madeira, de espécies nativas do cerrado, como o cedro e a aroeira, barro, utilizado na construção das paredes, rebocos e pisos, sendo moldado em tijolos, adobe e taipa, além da pedra, utilizada nos portais posteriores, proveniente das pedreiras próximas à cidade. Apresenta elementos artísticos rococó, nos 02 altares laterais, provenientes da demolição da Igreja do Rosário dos Pretos e introduzidos no Carmo na década de 1940, altar-mor com remanescentes barroco e neoclássico.
Querida pela comunidade, vizinho a Igreja funcionou por décadas o Colégio Nossa Senhora do Carmo, na época sob os cuidados das freiras da Ordem dos Carmelitas Descalços, e pós fechamento do Colégio, vem servindo como asilo - instituição de longa permanência de idosos (ILPI) e creche Aldeia da Paz, aos cuidados das Irmãs missionárias dos pobres. A igreja está inserida no Conjunto Arquitetônico, Urbanístico, Paisagístico e Histórico da Cidade de Pirenópolis, tombado pelo Iphan em 1990, um dos mais importantes acervos patrimoniais do centro-oeste.

## Histórico

### Contexto meiapontense
Após a identificação de depósitos de ouro por bandeirantes de origem portuguesa e paulista nas proximidades do Rio das Almas durante as primeiras décadas do século XVIII, local batizado inicialmente como Minas de Nossa Senhora do Rosário de Meia Ponte e mais tarde renomeada como Meia Ponte, essas reservas minerais começaram a atrair indivíduos aventureiros em busca de riqueza. Esses aventureiros se estabeleceram na região e, à medida que a população crescia rapidamente, Meia Ponte se transformou no ponto central da área, adquirindo também a posição de centro administrativo local, inferior apenas a antiga capital Goiás. Consolidando esse processo de ocupação, entre os anos de 1728 e 1732, a Irmandade do Santíssimo Sacramento ergueu a Capela Nossa Senhora do Rosário, que posteriormente foi promovida à categoria de Matriz em 1736. Esse edifício religioso serve como marco inaugural da ocupação branca e do qual se originaram as primeiras vias urbanas da localidade. 

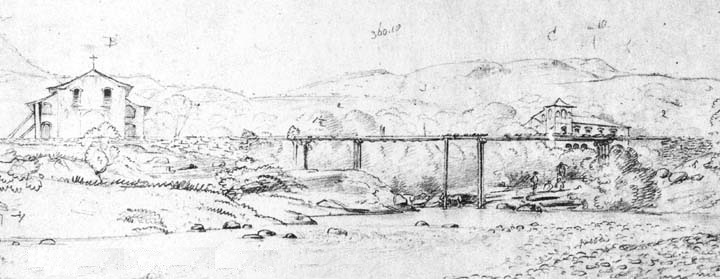
Igreja Nossa Senhora do Carmo, Ponte do Carmo sobre o Rio das Almas e residência do Frota em 1827.

Na continuação da rua do Rosário, agora conhecida como Rua do Lazer, em 1742, recebeu autorização para estabelecer-se a Irmandade de Nossa Senhora do Rosário dos Pretos. A partir do ano subsequente, 1743, nos dias de domingo, feriados e momentos de descanso, essa irmandade construiu a sua sede, a Igreja do Rosário dos Pretos. Essa edificação foi responsável por formar um bairro em seu entorno, habitado pela população escravizada da época.
No ano de 1750, por meio da utilização de trabalhadores escravizados, os mineradores de origem portuguesa, Luciano da Costa Teixeira e seu genro Antônio Rodrigues Frota, ergueram a Igreja Nossa Senhora do Carmo na margem direita, parte inferior do Rio das Almas. Inicialmente uma capela particular, essa estrutura foi equipada com imagens sacras, ornamentos e paramentos, além de tudo o que era necessário para as atividades religiosas. Isso resultou no progressivo desenvolvimento da área, hoje identificada como o Bairro do Carmo.
No mesmo ano de 1750, impulsionado pelo sargento-mor Antônio José de Campos, teve início a construção da Igreja do Bonfim, dando origem ao que agora é conhecido como Alto do Bonfim, atualmente um dos bairros mais densamente povoados da cidade. Pouco tempo depois, em 1757, a Irmandade de Nossa Senhora da Boa Morte da Lapa empreendeu a construção da Igreja de Nossa Senhora da Boa Morte da Lapa, marcando o começo do que hoje é chamado de Alto da Lapa. Assim, todos os pontos da cidade expandiram-se de maneira interligada através da ereção de diferentes estruturas religiosas.

### Igreja do Carmo
Única igreja do século XVIII construída na margem direita do Rio das Almas, foi edificada na parte baixa da cidade, no Largo do Carmo, por iniciativa do rico mineiro Luciano Nunes Teixeira, em colaboração com o genro, sargento-mor Antônio Rodrigues Frota. Procedentes de Freguesia de São Miguel, patriarcado de Lisboa, senhores de muitas posses oriundas da mineração aurífera, possuíam numerosa escravizados. Vieram para Meia Ponte'', no início da exploração das Minas de Nossa Senhora do Rosário, procedentes do Rio de Janeiro, utilizando mão de obra escravizada, de adobe e taipa de pilão foi construída a Igreja Nossa Senhora do Carmo. Fez isto entre os anos de 1750 e 1754. Segundo lenda local, a construção da Igreja do Carmo originou uma rivalidade entre potentados da época, ambos sargento-mor, Antônio Rodrigues Frota e Antônio José de Campos e que o levou o ultimo à construção Igreja Nosso Senhor do Bonfim, superando em sua igreja, a distribuição espacial e e aparência da ultima, semelhante à Matriz, salvo pela presença de duas portas laterais, ausentes na igreja principal, em diversas ocasiões serviu como substituta da Igreja Matriz, quando a Matriz estava em reparos.

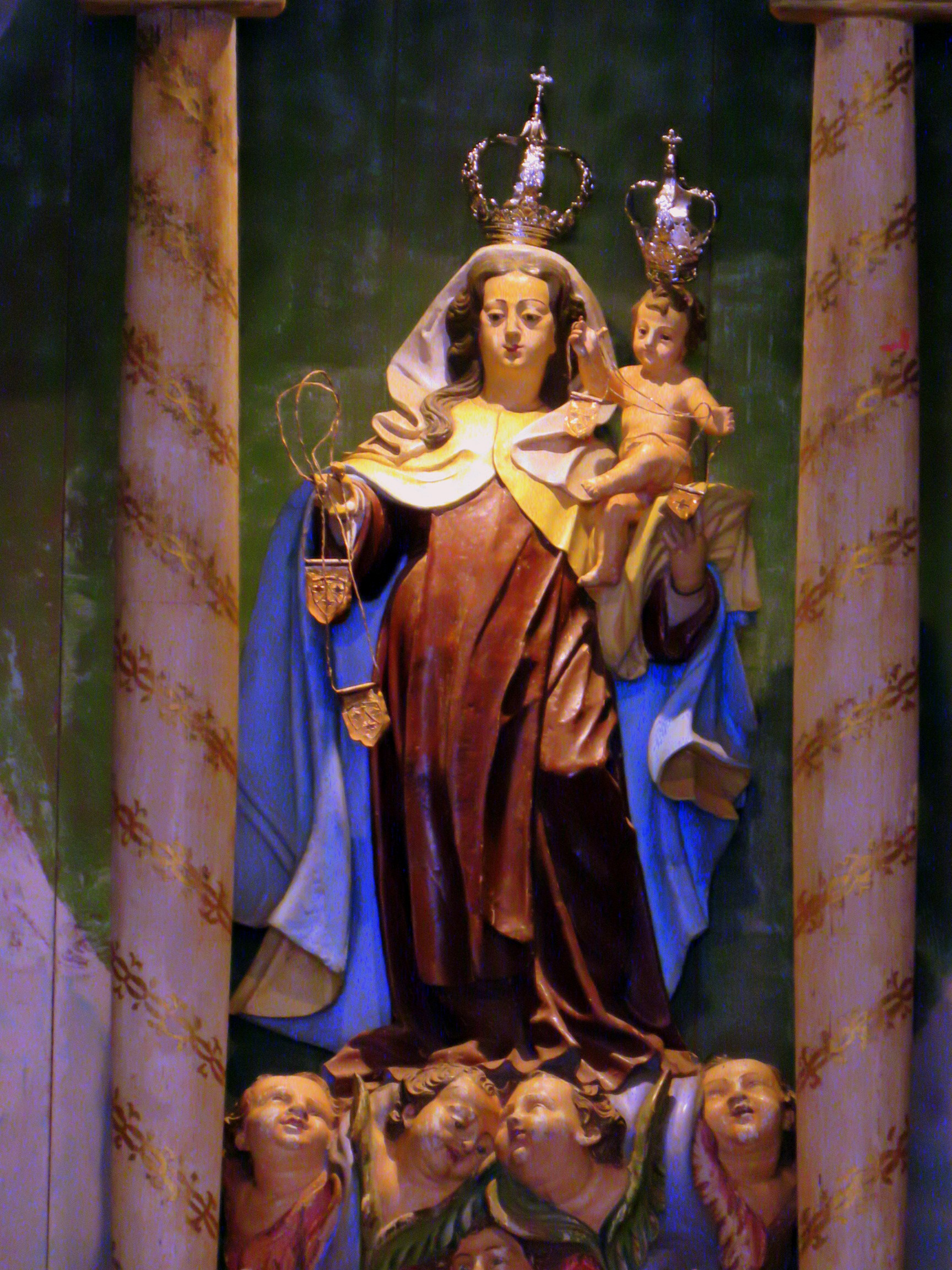
Imagem de Nossa Senhora do Carmo, peça barroca do século XVIII.

Sobre a Igreja do Carmo, Eduardo Etzel em O Barroco no Brasil:
Além de construir a capela, o sargento-mor ornamentou-a com três altares, sendo dois na nave. O da esquerda é hoje dedicado a santa Teresa de Ávila o a da direita á Nossa Senhora do Rosário dos Pretos, e para o altar mor, trouxe de Portugal, a imagem da padroeira da igreja. Nas proximidades da igreja, Frota construiu sua residência que ficou conhecida como sobradão do Frota, próximo à base da elevação que posteriormente seria batizada com seu nome (Morro do Frota), o Sargento-mor Antônio Rodrigues Frota empreendeu a construção de uma edificação de notáveis proporções. Os vestígios de suas fundações permaneciam na primeira metade do século atual. Localizava-se dentro de uma área de pastagem que pertencia ao espólio de Francisco de Paula Pereira, em uma posição aproximada à altura da Ramalhuda, um lugar tradicionalmente associado às atividades recreativas nas margens do Rio das Almas. O grande sobrado desapareceu após a morte da última filha do Sargento-mor, que segundo a tradição local, todos morreram em estado de pobreza, também a Igreja do Carmo, registrada em terrível estado de conservação na ilustração de Burchell em 1827. Embora não há informações concretas acerca das intervenções urgentes que foram empreendidas naquele momento para preservar a igreja do Carmo de sua iminente deterioração, é incontestável que tais reparos foram de fato efetuados.

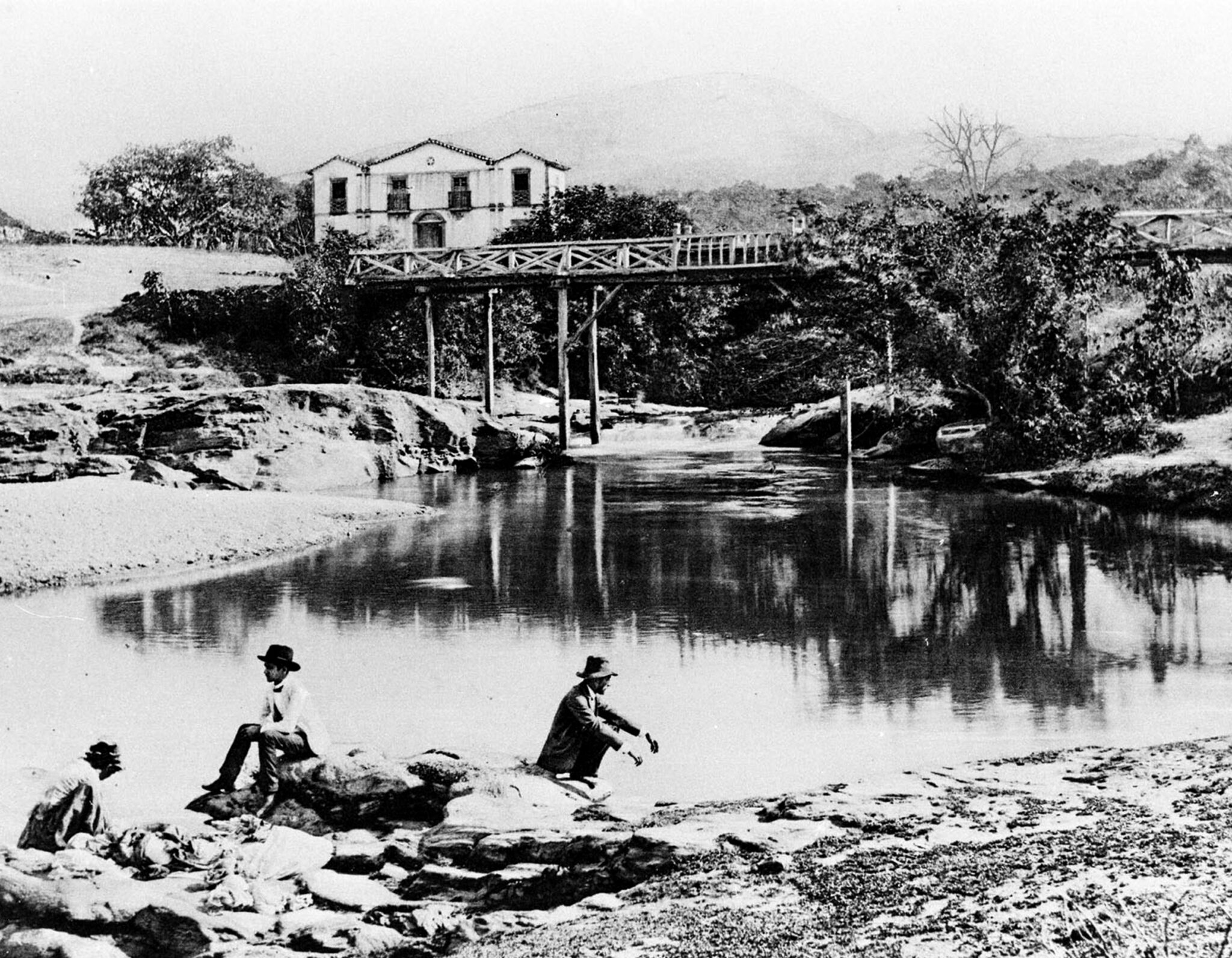
Ponte do Carmo sobre o Rio das Almas e Igreja do Carmo em 1892.

De acordo com as tradições da época, o Sargento-mor Antônio Rodrigues Frota, que veio a falecer em 22 de dezembro de 1774, juntamente com seu sogro, Luciano Nunes Teixeira, que veio a óbito em 31 de março de 1763, encontram seu repouso na mesma sacristia da igreja que eles próprios construíram. Lá, é possível avistar as placas comemorativas que registram essas datas mencionadas. Ainda que não mais exista a documentação que comprove o falecimento de Antônia Maria de Jesus, a esposa viúva do Sargento-mor, é possível que ela também compartilhe o mesmo local de descanso, ao lado de seu pai e esposo. Na Ermida, encontram-se as sepultura de todas as filhas do notável casal, todas elas originárias de Meia Ponte e todas falecidas como solteiras: Damásia, Inês, Maria Quitéria, Inácia, Gertrudes e Luíza. Além destas, há também o sepulcro de Benedita, cujo registro de óbito não foi possível obter, igualmente solteira.
Na própria Ermida, encontra-se o descanso derradeiro do Guarda-mor Antônio Nunes Teixeira, cujo falecimento ocorreu em 10 de agosto de 1777. Notável é o fato de que ele foi o único filho do Capitão Luciano Nunes Teixeira que o acompanhou em sua jornada para Meia Ponte. Em contraste, nenhum dos filhos homens do Sargento-mor Rodrigues Frota viveu ou veio a falecer nessa localidade. Pelo menos dois deles decidiram retornar a Portugal, onde mais tarde prosseguiram com seus estudos, obtendo graus acadêmicos em Coimbra. A respeito de outros três filhos, pouco se sabe, a não ser pelos registros de batismo que restaram. Curiosamente, nos dias de hoje, não existe sequer um único descendente dessa família notória nos registros históricos e tradições locais em Pirenópolis. De acordo com as práticas costumeiras da época, os escravos que serviram a essa família foram sepultados nas proximidades da Ermida e também no adro da mesma...
Com a mudança dos Esmolares da Terra Santa para Tupiraçaba, o convento, hospício e Capela construída em 1731 nas imediações da atual Praça do Coreto, foram transferidos para o estado, que transformou o lugar em instituição de ensino e posteriormente  o demoliu em 1836. Com a demolição, peças foram levadas para a Igreja do Carmo. No ano de 1868, ocorreram extensas iniciativas de conservação na igreja, compreendendo a realização de amplas reformas nas grossas paredes de taipa e na cobertura. Além disso, uma completa renovação das pinturas internas e externas também teve lugar. Nesse período, viu-se a construção do assoalho tanto na nave quanto na capela-mor, empregando tábuas largas confeccionadas a partir de madeira de excelência, piso restaurado pelo IPHAN em 1992. Encarregado de conduzir e administrar a reconstrução estava o Padre Francisco Inácio da Luz (1821-1878), por décadas Capelão da igreja, cuja moradia suntuosa foi construída ao lado da igreja, demolido para construção da Aldeia da Paz. Esse sacerdote ostentava múltiplos talentos, sendo um verdadeiro polímata, abraçando papéis de maestro, compositor de músicas sacras, artesão marceneiro, relojoeiro, mecânico e até pintor. E tudo o que realizava era permeado pela excelência. Vale ressaltar que foi ele o responsável por toda a renovação das pinturas, tanto internas quanto externas, além de ter restituído às suas cores originais os altares que a adornam. Após a completa deterioração da Igreja de Nossa Senhora da Boa Morte da Lapa, ocorrida em 1869, a valiosa escultura de Nossa Senhora em êxtase, também conhecida como Nossa Senhora da Boa Morte, foi transferida para o Carmo, onde passou a ser objeto de veneração. Ela encontra-se alojada em um nicho cuidadosamente criado na parede da capela-mor, protegida por um invólucro de madeira de talha barroca. A celebração em sua homenagem acontecia anualmente no dia 14 de agosto, marcando a véspera da Assunção de Nossa Senhora.
Uma nova revitalização teve lugar durante o período de 1902 a 1903, quando ocorreu uma renovação do altar principal. Essa tarefa foi confiada ao talentoso artesão Francisco Gomes da Silva, conhecido como Chiquinho do Gordo, que naquela época também se destacava como o fotógrafo mais renomado da localidade. Nesse momento de renovação, além de realizar reparações no telhado e nas paredes, a igreja passou por um processo completo de pintura, e pequenas torres, em forma de ameias, foram adicionadas à fachada, no topo dos três chalés, apesar de essa adição ter alterado a aparência original da fachada colonial. A obra foi realizada com o dinheiro da venda da casa doada em 10 de janeiro de 1895 por Ana Basília de Carvalho, a Nossa Senhora da Boa Morte (hoje na Igreja do Carmo) e ao Senhor dos Passos (que se localiza na igreja do Bonfim). A residência, hoje extinta, localizava-se entre a atual Travessa 24 de outubro e o beco que ligava a Igreja Matriz, vendida por duzentos e sessenta mil réis (260$000) em 12 de março de 1904, autorizada por Dom Eduardo Duarte e Silva então bispo diocesano, e serviu também para pagamento da reforma da Igreja do Bonfim em 1907. Posteriormente, entre os anos de 1935 e 1936, a igreja precisou novamente de intervenções. Dessa vez, uma influente figura da sociedade pirenopolina, Dona Lina de Faria Vale Curado, conhecida como Dona Sinhazinha, assumiu a liderança dos trabalhos de restauração. Ela era reconhecida por suas notáveis virtudes e dedicação. Com uma generosidade incomum, sem medir esforços financeiros, (os recursos foram arrecadados por meio de coletas, doações, eventos como tômbolas e leilões, além de seus próprios recursos pessoais), Dona Sinhazinha possibilitou à cidade de Pirenópolis a alegria de ver a histórica Ermida restaurada em toda a sua glória.

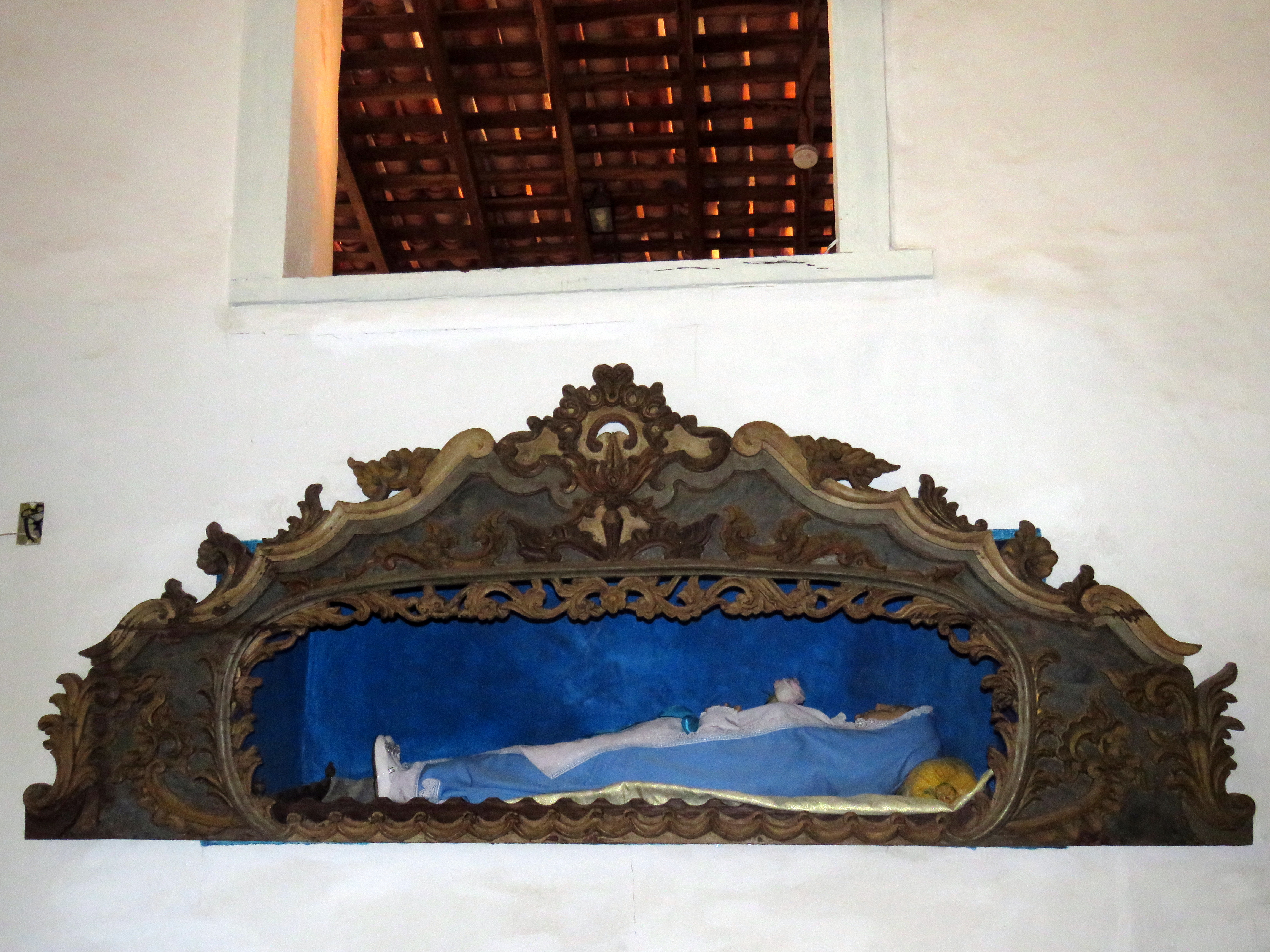
Imagem de Nossa Senhora da Boa Morte, uma das poucas peças que sobraram da Igreja de Nossa Senhora da Boa Morte da Lapa e hoje se encontra na Igreja do Carmo.

Durante essa fase de restauração sob a coordenação de Dona Sinhazinha, diversos artesãos e operários participaram das atividades, incluindo Gabriel Nazareno de Carvalho, Gedeão de Siqueira e Sebastião Basílio de Oliveira, que atuaram como carpinteiros e marceneiros. Além disso, João de Pina, Joaquim Praxedes, João Alexandre Afonso e João de Oliveira trabalharam como pedreiros e também foram responsáveis pelo trabalho de pintura geral. É importante ressaltar que os altares não sofreram alterações nesse processo de restauração, porém, a fachada foi alterada para estilo art-deco. Neste período, foi construído ao lado da igreja, a edificação do Colégio de Nossa Senhora do Carmo, destinado ao ensino de jovens moças, as Irmãs Carmelitas juntamente com suas alunas assumiram a responsabilidade pela limpeza e preservação da igreja. Esse local era utilizado para práticas religiosas, incluindo momentos de oração e participação em missas. Contudo, ao longo do tempo, o funcionamento do Colégio foi encerrado, tendo chegado ao seu término.
Em meados de 1940  começou a destruição da  Igreja do Rosário dos Pretos. O altar-mor que tinha entronizada a imagem de Nossa Senhora do Rosário dos Pretos, foi transferida para a Igreja do Carmo. O altar-mor chegou a ser vendido. No entanto, a reação enérgica da população local evitou que ele fosse transportado para São Paulo, sendo também ele depositado desmontado por longo tempo na Igreja do Carmo, e com o incêndio da  Igreja Matriz do Rosário em 2002, foi para aquela igreja sendo inserido e encontra-se montado como altar-mor. Sobre os altares laterais da Igreja do Rosário dos Pretos, o altar lateral direito era dedicado a São Sebastião, cuja imagem, levada para a Igreja do Bonfim, foi de lá furtada em 1978, o  lateral esquerdo dedicado a São Benedito, cuja imagem hoje se encontra na Matriz. Demais imagens, alfaias, paramentos, móveis e demais pertences do templo foram repartidos entre as Igrejas Matriz, Bonfim e Carmo, sendo também levado para o Carmo os dois altares laterais em estilo rococó, montados em 1944 na nave, substituindo os altares primitivos do Carmo. 
Quatro décadas mais tarde, em 1976, sob a supervisão de Pompeu Christovam de Pina, realizaram-se intervenções renovadoras, restaurando a fachada à sua forma original e resultando na inauguração do Museu do Carmo. Após a cidade de Pirenópolis ter sido tombada em 1990, a responsabilidade pela conservação e vistorias da igreja do Carmo foi assumida pelo Instituto do Patrimônio Histórico e Artístico Nacional - IPHAN. Desde então, essa entidade tem se dedicado a um projeto abrangente de preservação. Os esforços de restauração foram finalmente concluídos no ano de 1992, graças à colaboração financeira da administração municipal de Pirenópolis. Essa abrangente restauração sob a coordenação técnica da arquiteta Maristela dos Santos com a colaboração do engenheiro Walter Vilhena Valio, envolveu a substituição completa do assoalho e parte da estrutura do telhado, a renovação das coberturas, a renovação da pintura tanto interna quanto externa, além de outras intervenções de menor porte. Com grande alegria, foi reinaugurada para o culto público em uma cerimônia memorável no dia 10 de abril de 1992, ocorrida numa sexta-feira às 16:30. Atualmente, a capela abriga um Museu Sacro, acessível para visitação por todos os interessados. Neste período, a igreja havia passado a abrir somente duas vezes por ano, para as procissões de Nosso Senhor dos Passos, realizadas no Sábado de Passos e a partida do Senhor dos Passos para o Encontro no Domingo de Ramos, ambas na Semana Santa.
Entre 2008 e 2009, foi realizado um abrangente processo de renovação no edifício, englobando tanto os aspectos artísticos quanto os elementos móveis e integrados. As atividades de preservação e manutenção arquitetônica compreenderam a renovação do telhado e das esquadrias, que abrangem portas e janelas. Adicionalmente, houve a substituição do piso das salas laterais por novos mezaninos, uma revisão completa das instalações elétricas e uma nova camada de tinta tanto no interior quanto no exterior do edifício. Para controle da umidade, foram introduzidos drenos nas paredes laterais, enquanto um projeto de iluminação foi implementado para aprimorar a atmosfera. A área adjacente à igreja também passou por um processo de requalificação, que envolveu a reestruturação dos jardins, criação de novas calçadas e a instalação de bancos.
Os elementos artísticos receberam especial atenção durante esse processo. O altar-mor foi minuciosamente restaurado, passando por uma revisão estrutural e consolidação do suporte. Isso foi seguido por procedimentos de imunização, remoção de camadas adicionais de tinta, limpeza, reintegração e aplicação de medidas de proteção, visando tanto a estética quanto a preservação. Os altares laterais situados à direita e à esquerda da nave, provenientes da antiga Igreja Nossa Senhora dos Pretos, foram alvo de intervenção e restauração de natureza artística. As estruturas dos retábulos foram submetidas a um processo de revisão estrutural, consolidação de suporte e medidas de preservação. No caso do retábulo esquerdo, a pintura original foi recuperada através de uma meticulosa ação de limpeza e remoção das camadas de repintura, o que possibilitou a reintegração das cores originais e a consequente ressurgência de sua apresentação estética genuína. Já no retábulo direito, ao se proceder com a remoção das camadas de repintura, constatou-se que o estado de preservação do que restava da obra original era bastante comprometido, sendo evidentes apenas vestígios mínimos. Nessa situação, a decisão foi tomar medidas visando a coesão visual do conjunto. Dessa forma, optou-se por retirar os pontos onde sobrevivia alguma parcela de pintura original, preservando integralmente os ornamentos em madeira e a pintura que guarnecia o nicho contendo a representação da santa.
O medalhão localizado no arco cruzeiro e o nicho situado na capela-mor, que abriga a venerável imagem de Nossa Senhora da Boa Morte, também foram submetidos a uma revisão estrutural. Durante esse processo, foram removidas as camadas de repintura, o que resultou na possibilidade de reintegração das tonalidades cromáticas originais e na apresentação visual em sua plenitude. No retábulo direito, por sua vez, após a eliminação das camadas de repintura, tornou-se evidente que os elementos remanescentes da obra original estavam consideravelmente deteriorados, restando apenas vestígios mínimos. Diante desse cenário, a abordagem escolhida visou otimizar a percepção global da composição. Consequentemente, optou-se por remover os pontos onde traços da pintura original ainda permaneciam, garantindo, ao mesmo tempo, a preservação integral dos elementos ornamentais em madeira e da pintura que adornava o nicho onde a imagem sacra estava disposta.
No ano de 2010, imediatamente após a conclusão dos processos de restauração tanto arquitetônica quanto artística, ocorreu a reestruturação do Museu de Arte Sacra do Carmo. Este museu havia sido oficialmente inaugurado em 07 de outubro de 2009, e durante o ano seguinte houve uma reorganização completa, acompanhada da implementação de uma nova exposição permanente.

## Arquitetura

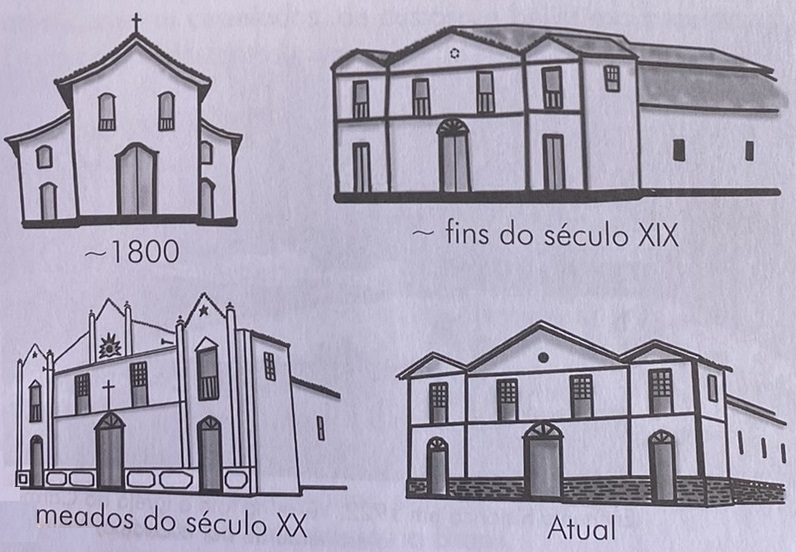
Evolução da fachada da Igreja do Carmo.

A análise histórica relacionada a Goiás aborda a concepção da arquitetura religiosa colonial, que se destacava por sua simplicidade e sobriedade. Isso era frequentemente atribuído ao isolamento geográfico da antiga capitania em relação ao litoral. Contudo, uma comparação da Igreja do Carmo com outras igrejas em Goiás revela uma adaptação significativa em relação às características arquitetônicas do século XVIII. Durante o século XVII e o início do século XVIII, o Maneirismo já havia se estabelecido nas regiões de Portugal, embora sem mudanças substanciais. Os arquitetos conservadores do país optaram por manter os princípios e formas tradicionais de origem italiana, sem introduzir alterações significativas. Paralelamente ao Maneirismo, coexistiram duas correntes arquitetônicas: uma enraizada na tradição local e de longa evolução, e outra conhecida por alguns estudiosos como o estilo "chão". Este último prevaleceu na metrópole até o século XVIII, caracterizando-se por uma moderação estilística e uma abordagem essencialmente funcional. Essas características foram moldadas por uma variedade de experiências de colonização em territórios africanos, influenciadas pelas contribuições de construtores militares especializados na edificação de estruturas utilitárias tanto no reino quanto nas colônias. Tanto nas estruturas menores quanto nas construções mais imponentes, é possível identificar semelhanças nos desenhos retangulares. Isso indica que os espaços eram organizados de acordo com uma disposição de naves únicas e altares-mores profundos, ocasionalmente acompanhados por corredores laterais. Os frontispícios apresentam uma disposição com aberturas diagonais, variando ligeiramente em termos de composição, como a presença ou ausência de janelas ovais nos frontões, uso de pilastras e cunhais, além das proporções das aberturas. Essas variações foram influenciadas por diferentes construtores locais.

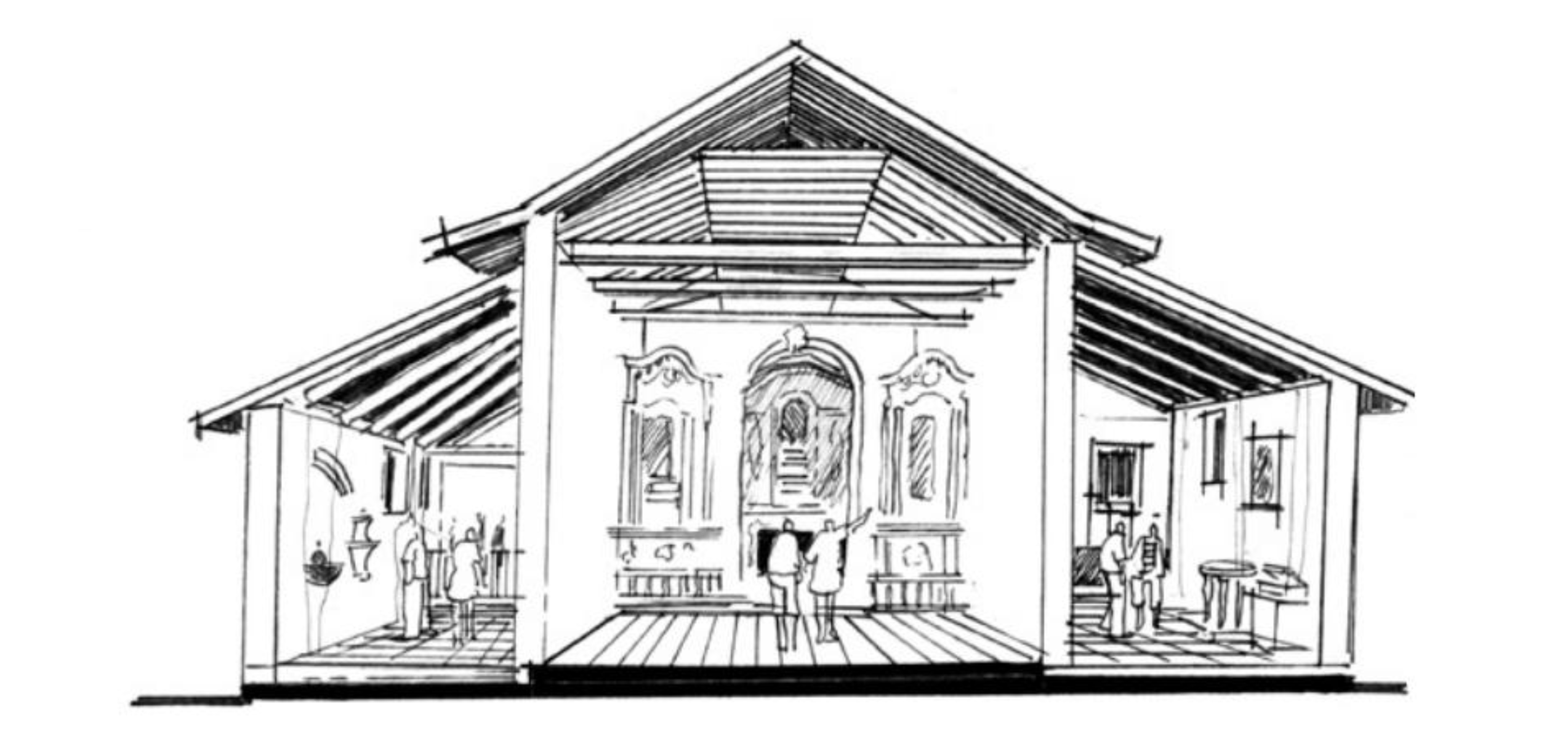
Igreja Nossa Senhora do Carmo Pirenopolis - Croqui de corte em perspectiva por Silvio Cavalcante.

As igrejas construídas em Meia Ponte - como a Matriz de Nossa Senhora do Rosário, Igreja do Rosário dos Pretos, Igreja Nossa Senhora do Carmo, Igreja Nosso Senhor do Bomfim e Igreja de Nossa Senhora da Boa Morte da Lapa - se destacam por apresentar torres, uma escolha raramente explorada quando comparada com as igrejas da antiga capital Goiás, ou mesmo com as capelas dos povoados do município, como a Capela da Senhora Sant'Ana no povoado da Capela do Rio do Peixe. Isso contrasta com as construções mais comuns na região, que frequentemente contavam com torres sineiras de madeira, fixadas ao lado dos edifícios. É importante notar também as proporções distintas das torres na Igreja de Nosso Senhor do Bomfim, que se destacam por sua altura superior em relação às outras igrejas semelhantes. Essa característica entra em contraste com um traço notável da arquitetura religiosa local, que normalmente exibia características mais robustas. Nas edificações da cidade, uma estrutura autônoma de madeira e um padrão estrutural modulado foram empregados como elementos compositivos que delineiam as características principais das fachadas. Essas mesmas características arquitetônicas podem ser observadas na arquitetura religiosa da região do Vale do Piranga, em Minas Gerais, e também no final do século XVIII em Pilar de Goiás, um antigo arraial de grande importância naquela época. Um exemplo disso é a Igreja Nossa Senhora das Mercês, datada de 1770.
Possui um bloco central no esquema tradicional de porta em arco ao térreo e duas aberturas retangulares com grades acima, sob um frontão triangular, e dois blocos laterais que surpreendem por não constituírem os esperados campanários tradicionais, sendo repetições em ponto menor do bloco central, mas com apenas uma abertura superior. O esquema do edifício é tornado aparente por divisões demarcadas entre as áreas de reboco liso. Cada bloco tem uma cobertura de telhado em duas águas.
A nave é única e as paredes são desprovidas de adornos. O piso é de madeira e tem níveis. Acima da entrada existe um coro de madeira, acessível a partir da nave por uma porta a oeste, e na parede lateral da nave sobressaem um púlpito, destinado aos pregadores. Após o arco-cruzeiro está a capela-mor. Ela possui piso de madeira e forro com as mesmas características dos da nave, além de duas janelas altas. Ao fundo da capela-mor, atrás do atual altar, há um retábulo barroco com detalhes rococós. Assim como os retábulos dos altares laterais, o da capela-mor é datado da metade XVIII.
Ao centro do retábulo há um fundo nicho central em um dossel arrematado por frontão e volutas laterais, que é dedicado à imagem da padroeira, entronizada sobre um pedestal formado por quatro lanços superpostos com forma arretada. O altar possui ao centro e peanhas laterais para estatuária; cada uma, entre um par de colunas apoiadas sobre mísulas trabalhadas.